# 炎龍騎士團 邪神之封印
《炎龍騎士團 邪神之封印》是由漢堂國際資訊公司於1994年發行、使用在個人電腦上遊玩的回合制性質的角色扮演遊戲，且為該系列作品《炎龍騎士團》的首作。
遊戲在初期發售時，有搭配附贈限量製作的圖案胸章、作為促銷手法。
2014年10月智冠科技推出『炎龍騎士團～邪神之封印』iOS/Android版，並命名為『炎龍騎士團 懷舊板』，開放手機用戶免費下載，其中包含簡易攻略。

## 作品背景

### 劇情
故事起源在一個虛構的幻想世界中，曾發生過代表守序的人類及聖族、與代表邪惡的魔族倆方之間的戰爭。
之後終由聖族組成的精英戰士，將魔族首領「大邪神」擊敗並封印在一處島嶼上，才結束了這場紛爭。而後續的人類一方則在該島嶼上建立名為「羅特帝亞」的新國家。
在羅特帝亞王國建立後一段時間，在島上殘餘的魔族與擔任王國邊境守衛的將軍哈奇合作、一同入侵王宮內的引發判亂欲自立為王，而王國的侍衛克隆趁著哈奇判亂期間、悄悄帶著尚襁褓的王子雷特躲避追擊。
克隆躲藏在偏遠的小村落將雷特養大至成人後，交代出過去王國遭判亂的事情，而雷特得知後便尋求反攻王宮、向哈奇復仇的機會。

### 角色
主要角色由羅特帝亞正統繼承者「雷特」、與他的養父前王國侍衛長「克隆」、克隆的親女兒「米蘭」、及克隆另一名收留的養子「艾利歐」為中心，並會隨著遊戲關卡的發展增加不同的伙伴。
遊戲裡登場的種族以人類居多，在後半段特定的關卡則會出現聖族或魔族的人物，且有少數身份為精靈的角色會加入我方陣容。

## 遊戲方式
遊玩方法與大多回合制戰略遊戲相同，為由玩家在遊戲地圖上操控使用的角色、決定該操控角色所應採用的戰略、行動方向。待我方所操控回合結束後，改輪由遊戲程式操控的敵方人物來行動。
不同於一般戰略RPG中角色所具備的生命值、或是魔法能力會隨著等級的不同而提昇，《炎龍騎士團》中角色的生命數值是取決於所購買的防具、即為固定的點數，而魔法技能也是由關卡裡的遊戲商店所購買。
《炎龍騎士團》為採取雙結局制的遊戲，決定劇情路線的方法則是在某一指定的關卡中、完成關卡所花費的結束回合數多寡。

## 製作

### 經緯
作品的契機來自於負責遊戲美術的王樑華先生，為某日在電視遊樂器上看到一些戰鬥畫面不錯的戰略遊戲，而興起將類似此畫面風格的遊戲搬上PC平台的念頭。
之後整體的開發方向由李永治所規劃，而主要的程式編寫則由曾擔任漢堂國際發行的1993年遊戲《風塵三俠之金箭使者》的林仁川所擔任。
而當時負責《炎龍騎士團》的主要開發小組，全體僅由4名人員組成。

### 開發成員
- 總監：趙浩然
- 原著、整體企劃：李永治
- 程式編寫：林仁川
- 美術：王樑華
- 背景：蔡佳玲

## 反應

### 評價
電玩雜誌《軟體世界》評析《炎龍騎士團》在遊戲戰鬥畫面、AI方面有著不差的表現，但是有著類似另一款戰略RPG《光明與黑暗》風格的原創性不足缺點，整體表現則給予約70分左右的分數。

### 銷售成績
- 1994年7月29日～8月28日銷售成績名次：第3名（電玩雜誌《軟體世界》統計）[7]

## 重製版本
1998年10月漢堂國際資訊將《炎龍騎士團 邪神之封印》與另一套炎龍系列作品《炎龍騎士團II 黃金城之謎》，合併成光碟版重新發行。
該光碟版本雖能讓玩家直接在Windows環境下安裝遊戲，但《炎龍騎士團 邪神之封印》在重新發行版本裡仍沿用先前軟碟片版中需將傳統記憶體中的640kb容量中；規劃出580kb使用空間才可執行遊戲的限制。而在遊戲裡也沿用著先前需輸入指定密碼才可遊玩的保護機制。
2014年10月智冠科技推出『炎龍騎士團～邪神之封印』iOS/Android版，並命名為『炎龍騎士團 懷舊板』，開放手機用戶免費下載，大體上保持原汁原味，操作方式改由螢幕右下方的虛擬鍵盤決定行動，在遊戲中需輸入指定密碼才可遊玩的保護機制並未刪除但保護效果已不存在，只需要連按確定鍵即可繼續遊戲。